# Мецово
Мецово (грец. Μέτσοβο) або Мечова (болг. і мак. Мечово, тур. Meçova) — місто в Епірі, у номі Яніна, Греція, на схилах гірського пасма Пінд, розташоване між містом Яніна на півночі та монастирями Метеори на півдні. Найбільший центр аромунів у Греції. Центр гірськолижного туризму в Греції.

## Історія
Згідно з даними Egnatia Epirus Foundation, перша згадка про Мецово датується 1380 роком у хроніках братів Прокла і Комніна.
Впродовж усього пізнього періоду османського панування, до 1913 року, грецьке і аромунське населення області (північний Пінд) страждали від албанських нападів. Крім того, в локальному епірському повстанні 1854 року Мецово грабували і грецькі, і османські загони під час їхньої боротьби за встановлення контролю над містом. Під час Другої світової війни Мецово був столицею маріонеткової держави, встановленої країнами Осі, відомої як Піндсько-Мегленське князівство.
На сучасному етапі історії Місто всесвітньо відоме як батьківщина сирів Метсовоне, а також місце народження грецького патріота, успішного підприємця та мецената Георгіоса Аверофа.

## Населення
| Рік  | Власне місто | Муніципалітет |
| ---- | ------------ | ------------- |
| 1981 | 2,705        | —             |
| 1991 | 2,917        | 4,125         |
| 2001 | 3,195        | 4,417         |